# Boxed
 (mai 2017).
Si vous disposez d'ouvrages ou d'articles de référence ou si vous connaissez des sites web de qualité traitant du thème abordé ici, merci de compléter l'article en donnant les références utiles à sa vérifiabilité et en les liant à la section « Notes et références ».
Albums de Mike Oldfield
Ommadawn
(1975) Incantations
(1978)
Boxed est le titre d'un coffret compilation contenant quatre albums du musicien multi-instrumentiste et compositeur britannique Mike Oldfield, publié le 29 octobre 1976.

## Présentation
Le coffret contient, à l'origine, les versions remixées en quadriphonie des trois premiers albums de Mike Oldfield : Tubular Bells (1973) augmenté de la version longue de Sailor's Hornpipe (en), Hergest Ridge (1974) et Ommadawn (1975), le tout assorti d'un quatrième disque intitulé Collaborations contenant des morceaux, pour la plupart inédits, de Mike Oldfield associés à d'autres artistes.
Par la suite, les versions quadriphoniques sont remplacées par des versions stéréos.
Lors de la réédition en CD en 1989, le contenu de Collaborations est réparti sur les autres disques pour ne former qu'un coffret de trois disques au total.
Les remixes des trois premiers albums sont l'occasion de retouches des arrangements, particulièrement importantes sur Hergest Ridge. Par la suite, Mike Oldfield décide de remplacer tous les pressages d'Hergest Ridge par ceux de la version remixée. Désormais, il n'y a donc plus de différence entre la version album et la version coffret.

### Collaborations2016
Le 2 décembre 2016, quarante ans après la sortie originale de Boxed, la compilation Collaborations est rééditée sur vinyle LP par Universal Records et montée aux studios Abbey Road (Londres) par Sean Magee.
La pochette de l'album, œuvre du designer britannique Phil Smee (en), présente des photos de Mike Oldfield torse nu, sautant sur un trampoline.

## Liste des titres

### Édition vinyle originale
|     | 'Face A'                             |       |
| A.  | Tubular Bells, Part One              | 25:50 |
|     | 'Face B'                             |       |
| B1. | Tubular Bells, Part Two              | 25:47 |
| B2. | The Sailor's Hornpipe (Traditionnel) |       |

|    | 'Face A'                |       |
| C. | Hergest Ridge, Part One | 21:25 |
|    | 'Face B'                |       |
| D. | Hergest Ridge, Part Two | 18:46 |

|    | 'Face A'           |       |
| E. | Ommadawn, Part One | 20:08 |
|    | 'Face B'           |       |
| F. | Ommadawn, Part Two | 17:23 |

|     | 'Face A' |      |
| G1. | The Phaeacian Games (extrait de l'album de David Bedford The Odyssey, 1976)                                               | 4:00 |
| G2. | Extrait de Star’s End (avec David Bedford, Chris Cutler et The Royal Philharmonic Orchestra)                              | 7:34 |
| G3. | The Rio Grande (Traditionnel) (arrangement de David Bedford, extrait de son album The Rime of the Ancient Mariner, 1975)  | 6:35 |
|     | 'Face B' |      |
| H1. | First Excursion (avec David Bedford)                                                                                      | 5:57 |
| H2. | Argiers (avec Leslie Penning (flûte)) (Traditionnel, arrangement de Mike Oldfield)                                        | 4:00 |
| H3. | Portsmouth (avec Leslie Penning (flûte)) (Traditionnel, arrangement de Mike Oldfield)                                     | 2:04 |
| H4. | In Dulci Jubilo (avec Leslie Penning et William Murray) (Traditionnel de Robert Lucas de Pearsall, arr. de Mike Oldfield) | 2:51 |
| H5. | Speak (Tho’ You Only Say Farewell) (avec David Bedford) (Ray Morello, Horatio Nicholls)                                   | 2:57 |

### Réédition CD 1989
| 1. | Tubular Bells, Part One | 25:50 |
| 2. | Tubular Bells, Part Two | 25:45 |
| 3. | The Rio Grande          | 6:35  |
| 4. | Portsmouth              | 2:04  |
| 5. | In Dulci Jubilo         | 2:51  |

| 1. | Hergest Ridge, Part One            | 21:25 |
| 2. | Hergest Ridge, Part Two            | 18:46 |
| 3. | Un extrait de Star’s End           | 7:33  |
| 4. | Argiers                            | 4:00  |
| 5. | Speak (Tho’ You Only Say Farewell) | 2:56  |

| 1. | Ommadawn, Part One  | 20:08 |
| 2. | Ommadawn, Part Two  | 17:23 |
| 3. | The Phaeacian Games | 4:00  |
| 4. | First Excursion     | 5:58  |